# Reinhold Maier
Reinhold Maier (Schorndorf, 16 de octubre de 1889 - Stuttgart, 19 de agosto de 1971) fue un político alemán.

## Biografía
Entre 1932 y 1933 fue miembro del Reichstag por el Partido del Estado Alemán.
Fue líder del Partido Democrático Libre (FDP) entre 1957 y 1960. De 1946 a 1952 fue Ministro Presidente de Württemberg-Baden y luego primer ministro-presidente del nuevo estado de Baden-Württemberg hasta 1953.
Sirvió como presidente del Bundesrat entre  1952 y 1953, siendo hasta la fecha el único político del FDP en la historia alemana que ha ostentado tal cargo.
En 1954 obtuvo la Gran Cruz de la Orden del Mérito de la República Federal de Alemania.